# Holger Böhmann
Holger Böhmann (* 13. November 1966 in Frankfurt am Main). ist ein deutscher Jurist. Seit dem 8. Juni 2016 ist er Richter am Bundesverwaltungsgericht.

## Leben
Nach Abschluss seiner juristischen Ausbildung begann Böhmann 1996 seine Tätigkeit als Richter am Verwaltungsgericht Greifswald. Im Januar 2000 erfolgte seine Ernennung zum Richter am Verwaltungsgericht. Er wurde im Juli 2004 an das Oberverwaltungsgericht Greifswald abgeordnet und anschließend im Dezember 2006 zum Richter am Oberverwaltungsgericht ernannt und dorthin versetzt. Er war seit Juni 2009 im Wege der Abordnung für zwei Jahre beim Bundesministerium der Justiz tätig. Er wurde ab Dezember 2013 an das Justizministerium des Landes Mecklenburg-Vorpommern abgeordnet. Das Präsidium des Bundesverwaltungsgerichts hat Böhmann dem 7. Revisionssenat des deutschen Bundesverwaltungsgerichts zugewiesen. Seit Oktober 2018 gehört er dem u. a. für das Asyl- und Aufenthaltsrecht zuständigen 1. Revisionssenat des Bundesverwaltungsgerichts an.
Im März 2016 wurde Böhmann vom Richterwahlausschuss mit insgesamt 23 anderen neuen Bundesrichtern zum Richter am Bundesverwaltungsgericht gewählt.